# (20883) Gervais
(20883) Gervais (2000 VD58) – planetoida z pasa głównego asteroid okrążająca Słońce w ciągu 3,38 lat w średniej odległości 2,25 j.a. Odkryta 3 listopada 2000 roku.